# 天童市消防本部
天童市消防本部（てんどうししょうぼうほんぶ）は、山形県天童市の消防部局（消防本部）。管轄区域は天童市全域。

## 概要
- 消防本部：天童市桜町2-1
- 管内面積：113.01km2
- 職員定数：62人
- 消防署1カ所
- 主力機械（2023年2月1日現在）
  - 消防ポンプ自動車：1
  - 水槽付消防ポンプ自動車：1
  - はしご付消防自動車：1
  - 化学消防自動車：1
  - 救助支援車：1
  - 災害搬送車：1
  - 救急自動車：5
  - 救助工作車：1
  - 本部指揮車：１
  - 指揮隊車：1
  - 小型動力ポンプ付水槽車：1
  - 火災原因調査車：1
  - 訓練指導車：1
  - 査察車：1

【主力機械に関する参考文献：天童市消防本部令和元年度刊行消防年報】

## 沿革
- 1956年4月1日　天童町消防本部を設置。
- 1958年10月1日　市制施行に伴い、天童市消防本部に改称。

## 組織
- 本部 - 消防課
- 消防署 - 第一科、第二科

## 消防署
| 消防署       | 住所    | 出張所 |
| ------------ | ------- | ------ |
| 天童市消防署 | 桜町2-1 | なし   |